# Општина Винга
Општина Винга (рум. Comuna Vinga) је општина у жупанији Арад у западној Румунији. Према попису из 2011. године у општини је био 6.150 становник. Седиште општине је насеље Винга. Значајна је по присутној малобројној српској националној мањини у Румунији.
Општина Винга се налази у источном, румунском Банату, на 25 км јужно од града Арада, ка Темишвару. Општина се налази у Поморишју, а општински атар је равничарског карактера.

## Насељена места
Општина се састоји из 3 насеља:
- Винга - седиште општине
- Мајлат
- Моноштор

## Становништво
Према попису становништва из 2011. године у општини је живео 6.150 становник. Већинско становништво су били Румуни којих је било 54,2%, затим следе Мађари са 19,7%, Роми са 10,6%, Банатски Бугари са 5,4%, Словаци са 2,4%, Украјинци са 0,9%, Немци са 0,6% и Срби са 0,2% становништва.
| Етнички састав према попису из 2011. године‍ | Етнички састав према попису из 2011. године‍ | Етнички састав према попису из 2011. године‍ | Етнички састав према попису из 2011. године‍ | Етнички састав према попису из 2011. године‍ |
| ------------------------------------------- | ------------------------------------------- | ------------------------------------------- | ------------------------------------------- | ------------------------------------------- |
|                                             |                                             |                                             |                                             |                                             |
| Румуни                                      | Румуни                                      |                                             | 3.336                                       | 54,2%                                       |
| Мађари                                      | Мађари                                      |                                             | 1.211                                       | 19,7%                                       |
| Роми                                        | Роми                                        |                                             | 650                                         | 10,6%                                       |
| Бугари (Банатски Бугари)                    | Бугари (Банатски Бугари)                    |                                             | 333                                         | 5,4%                                        |
| Словаци                                     | Словаци                                     |                                             | 151                                         | 2,4%                                        |
| Украјинци                                   | Украјинци                                   |                                             | 59                                          | 0,9%                                        |
| Немци                                       | Немци                                       |                                             | 35                                          | 0,6%                                        |
| Срби                                        | Срби                                        |                                             | 12                                          | 0,2%                                        |

На попису становништва из 1930. године општина је имала 8.540 становника, а већину су чинили Мађари.
| Етнички састав према попису из 1930. године‍ | Етнички састав према попису из 1930. године‍ | Етнички састав према попису из 1930. године‍ | Етнички састав према попису из 1930. године‍ | Етнички састав према попису из 1930. године‍ |
| ------------------------------------------- | ------------------------------------------- | ------------------------------------------- | ------------------------------------------- | ------------------------------------------- |
|                                             |                                             |                                             |                                             |                                             |
| Мађари                                      | Мађари                                      |                                             | 3.169                                       | 37,1%                                       |
| Бугари (Банатски Бугари)                    | Бугари (Банатски Бугари)                    |                                             | 2.209                                       | 25,9%                                       |
| Румуни                                      | Румуни                                      |                                             | 2.110                                       | 24,7%                                       |
| Немци                                       | Немци                                       |                                             | 638                                         | 7,5%                                        |
| Срби                                        | Срби                                        |                                             | 273                                         | 3,2%                                        |